# Meiko Satomura
Meiko Satomura (里村 明衣子 Satomura Meiko, nascida em 17 de novembro de 1979) é uma ex-lutadora profissional japonesa. Ela é conhecida por seu tempo na WWE, e na promoção japonesa Sendai Girls' Pro Wrestling. Satomura é ex-campeã mundial das Sendai Girls e ex-campeã do Campeonato Feminino do NXT UK, título que conquistou uma vez. Conhecida no Japão como a "Yokozuna do Mundo da Luta Livre Feminina" (女子プロレス界の横綱, Joshi puroresu-kai no yokozuna) e também como a "Chefe Final" da luta livre feminina, ela se destacou por seu estilo de luta forte e tradicionalista, tendo sido treinada por Chigusa Nagayo.
Satomura lutou por 30 anos no Japão e internacionalmente, competindo em promoções como a World Championship Wrestling (WCW), a World Wonder Ring Stardom e a Chikara. Ela se aposentou em 29 de abril de 2025 no Korakuen Hall.

## Carreira na luta livre profissional

### Gaea Japan (1995–2005)
Satomura fez sua estreia no wrestling profissional pela promoção feminina Gaea Japan em 15 de abril de 1995, derrotando Sonoko Kato. Em 2 de novembro de 1996, ela e Kato derrotaram Sugar Sato e Chikayo Nagashima para se tornarem as campeãs inaugurais do AAAW Tag Team Championship. Satomura continuaria a conquistar esse título em mais duas ocasiões, fazendo dupla com Ayako Hamada e Nagashima. Ela também venceu o AAAW Singles Championship duas vezes, com seu segundo reinado sendo encerrado por Aja Kong em 3 de abril de 2005. A Gaea Japan fechou suas portas uma semana depois, em 10 de abril de 2005, após realizar seu show de despedida; no evento principal, Satomura derrotou sua treinadora Chigusa Nagayo.

### World Championship Wrestling (1996–1997)
Em 1996, Satomura começou a aparecer para a World Championship Wrestling (WCW) através da parceria de trabalho da Gaea Japan com a WCW, que estava tentando estabelecer uma divisão feminina. Ela participou de um torneio de oito mulheres pelo inaugural Campeonato Mundial Feminino da WCW; no entanto, Satomura foi eliminada na primeira rodada pela eventual vencedora Akira Hokuto. Quando a WCW introduziu o Campeonato Cruiserweight Feminino da WCW, um segundo título feminino, ela entrou nesse torneio; no entanto, Satomura foi eliminada na primeira rodada por Toshie Uematsu, que acabou vencendo o torneio. Satomura continuou a fazer aparições na WCW até o fim da parceria entre as duas promoções.

### Sendai Girls' Pro Wrestling (2006–presente)
Após o fechamento da Gaea Japan, Satomura formou a promoção feminina Sendai Girls' Pro Wrestling com Jinsei Shinzaki. Em 23 de setembro de 2009, ela participou do torneio Splash J e Running G junto com Kaoru e Tomoko Kuzumi. Na semifinal, a equipe de Satomura derrotou o time de Dynamite Kansai (composto por Makie Numao e Yasuko Kuragaki), avançando para a final. Na final, elas venceram a equipe de Hikari Fukuoka, Kanako Motoya e Sonoko Kato, conquistando o torneio Splash J e Running G.

### World Wonder Ring Stardom (2012-2018)
Em 26 de julho de 2015, Satomura conquistou o World of Stardom Championship ao derrotar Kairi Hojo. Em 23 de dezembro, ela perdeu o World of Stardom Championship para Io Shirai.

### Chikara (2012, 2016–2017)
Em maio de 2012, Satomura fez sua estreia na Chikara durante o evento Aniversario. No mesmo ano, ela retornou a Chikara, participando do torneio King of Trios. Em 2016, Satomura, junto com Cassandra Miyagi e Dash Chisako, venceu o torneio King of Trios.

### WWE (2018, 2020-2025)

#### Mae Young Classic (2018)
Em 27 de julho de 2018, a WWE anunciou que Satomura competiria no segundo torneio Mae Young Classic. Ela derrotou Killer Kelly, Mercedes Martinez e Lacey Lane antes de ser derrotada nas semifinais por Toni Storm.

#### NXT UK (2020–2022)
Em 27 de outubro de 2020, foi reportado que Satomura havia assinado com a WWE e seria uma talento em tela, além de treinadora do NXT UK. No episódio de 28 de janeiro do NXT UK, foi exibido um vídeo promocional destacando a chegada de Satomura à marca. No episódio de 11 de fevereiro do NXT UK, ela fez sua estreia no ringue, onde derrotou Isla Dawn em uma luta de abertura. Logo depois, Satomura iniciou uma rivalidade com a campeã feminina do NXT UK, Kay Lee Ray, desafiando-a pelo título sem sucesso no episódio de 3 de março do NXT UK; no entanto, ela conquistou o título no episódio de 10 de junho do NXT UK, tornando-se a primeira lutadora japonesa a conquistar o Campeonato Feminino do NXT UK, além de ser a primeira campeã japonesa do NXT UK como um todo. Ela teve sua primeira defesa de título bem-sucedida contra Amale no episódio de 15 de julho do NXT UK. Ela manteve o título contra Stevie Turner no episódio de 20 de agosto do NXT UK. Satomura também defendeu com sucesso o campeonato contra Blair Davenport no episódio de 6 de janeiro do NXT UK e contra Isla Dawn no episódio de 24 de março do NXT UK.

#### NXT (2022–2023)
No episódio de 23 de agosto de 2022 do NXT 2.0, Satomura fez sua primeira aparição no NXT, onde confrontou a campeã feminina do NXT, Mandy Rose. As duas concordaram em realizar uma luta de unificação de seus títulos no Worlds Collide, com Blair Davenport sendo adicionada à luta. No evento, Rose venceu a luta ao fazer o pin em Davenport, encerrando o reinado de Satomura como campeã feminina do NXT UK após 451 dias (conforme reconhecido pela WWE). No episódio de 14 de fevereiro do NXT, Satomura fez seu retorno, fazendo equipe com a campeã feminina do NXT, Roxanne Perez, para derrotar Katana Chance e Kayden Carter. Após a luta, Satomura desafiou Perez para uma luta pelo título, desafio que Perez aceitou. Na semana seguinte, a luta foi oficializada para o NXT Roadblock, onde Satomura foi derrotada. Após a luta, Satomura parabenizou Perez, mas Perez desmaiou logo depois. Esta seria a última luta de Satomura na WWE antes de sua aposentadoria em 2025.

### Aposentadoria (2025)
Em 27 de julho de 2024, Satomura anunciou em uma coletiva de imprensa que faria sua última luta na primavera, coincidindo com o seu 30º aniversário como competidora nos ringues. Em novembro, foi confirmado que sua luta de despedida aconteceria em 29 de abril. Em fevereiro de 2025, Satomura participou de sua última luta na Europa, fazendo dupla com Rayne Leverkusen para derrotar Nina Samuels e Millie McKenzie no evento Final Sting, promovido conjuntamente pela Sendai Girls' Pro Wrestling, ICHIBAN (Reino Unido), Progress Wrestling e HUSTLE Wrestling. No evento de 29 de abril, intitulado Satomura Meiko The Final, Satomura realizou sua luta de aposentadoria oficial, fazendo dupla com sua aprendiz Manami para derrotar Aja Kong e Chihiro Hashimoto. Logo após a luta, ocorreu uma luta improvisada, em que Satomura se uniu a Kong em uma luta handicap 2-contra-5 contra Hashimoto, Mika Iwata, Senka Akatsuki, Takumi Iroha e YUNA, que terminou em empate após o limite de tempo de cinco minutos.

## Outras mídias
Satomura apareceu no documentário de 2000, Gaea Girls, produzido para a BBC por Kim Longinotto e Jano Williams. Satomura também tentou o Sponge Bridge, um dos desafios do programa Kinniku Banzuke.

## Títulos e prêmios
- Chikara
  - King of Trios (2016) – com Cassandra Miyagi e Dash Chisako[21]
- DDT Pro-Wrestling
  - KO-D Openweight Championship (1 vez)
  - KO-D 6-Man Tag Team Championship (1 vez) – com Chihiro Hashimoto e Dash Chisako
- Fight Club: PRO
  - FCP Championship (1 vez)[22]
- Gaea Japan
  - AAAW Single Championship (2 vezes)
  - AAAW Junior Heavyweight Tag Team Championship / AAAW Tag Team Championship (3 vezes) – com Sonoko Kato (1), Ayako Hamada (1) e Chikayo Nagashima (1)
  - Hustling Cup (1996)[23]
  - High Spurt 600 (1998, 2001)[24]
  - Splash J and Running G (1995) – com Kaoru e Tomoko Kuzumi[25]
- Progress Wrestling
  - Progress World Women's Championship (1 vez)
- Pro Wrestling Illustrated
  - PWI a colocou na #22ª posição das 150 melhores lutadoras individuais no PWI Women's 150 em 2022[26]
- Sendai Girls' Pro Wrestling
  - Sendai Girls World Championship (1 vez)[27]
  - Joshi Puroresu Dantai Taikou Flash Tournament (2011) – com Dash Chisako, Hiren, Kagetsu, Miyako Morino, Ryo Mizunami e Sendai Sachiko[28]
- Tokyo Sports
  - Joshi Puroresu Grand Prize (2013)[29]
- Westside Xtreme Wrestling
  - Femmes Fatale Tournament (2018)
- World Wonder Ring Stardom
  - World of Stardom Championship (1 vez)[30]
  - Prêmios de Fim de Ano da Stardom (1 vez)
    - Prêmio de Melhor Luta (2015) vs. Io Shirai em 23 de dezembro[31]
- WWE
  - Campeonato Feminino do NXT UK (1 vez, final)[12][32]